# Elmatic
Albums de Elzhi
The Leftovers (Unmixedtape)
(2009) Out of Focus
(2012)
Elmatic est une mixtape d'Elzhi, sortie le 10 mai 2011.
Cet album est un remake d'Illmatic de Nas et un hommage rendu à ce disque considéré comme un « classique » du hip-hop. Elmatic a été diffusé en téléchargement gratuit à partir du 10 mai 2011 avant d'être publié officiellement sur iTunes, le 20 décembre 2011, avec deux titres bonus.
L'album a été très bien accueilli par les critiques qui ont fait l'éloge de ses paroles et de la qualité de sa production. De nombreux magazines et sites web l'ont d'ailleurs classé dans leur liste des meilleurs albums de l'année.
Les paroles ont toutes été écrites par Elzhi et la musique, composée par Will Sessions.

## Liste des titres
| No  | Titre                                                        | Contient un (des) sample(s) de                                                               | Durée |
| --- | ------------------------------------------------------------ | -------------------------------------------------------------------------------------------- | ----- |
| 1.  | The Genesis                                                  | The Genesis de Nas featuring AZ                                                              | 2:36  |
| 2.  | Detroit State of Mind                                        | N.Y. State of Mind de Nas Bam Bam de Statik Selektah featuring Red Café, Termanology et Mims | 4:45  |
| 3.  | Halftime                                                     | Halftime de Nas                                                                              | 2:11  |
| 4.  | Memory Lane                                                  | Memory Lane (Sittin' in da Park) de Nas                                                      | 3:47  |
| 5.  | The World Is Yours                                           | The World Is Yours de Nas                                                                    | 6:16  |
| 6.  | Represent                                                    | Represent de Nas                                                                             | 3:09  |
| 7.  | Life's A Bitch (featuring Royce da 5'9" et Stokley Williams) | Life's a Bitch de Nas featuring AZ et Olu Dara                                               | 5:53  |
| 8.  | One Love                                                     | One Love de Nas featuring Q-Tip                                                              | 7:21  |
| 9.  | It Ain't Hard to Tell                                        | It Ain't Hard to Tell de Nas                                                                 | 3:48  |
| 10. | Pete Rock Shout                                              | You Are the Heart of Me des Supremes                                                         | 6:50  |

| 11. | Verbal Intercourse, Pt. 2     | 2:13 |
| 12. | Detroit State of Mind (Remix) | 3:12 |